# Togo Telecom FC
Togo Telecom F.C. là một câu lạc bộ bóng đá Togo có trụ sở ở Lomé, thi đấu ở hạng cao nhất của bóng đá Togo. Sân nhà của đội bóng là Stade Général Eyadema.

## Đội hình hiện tại
Ghi chú: Quốc kỳ chỉ đội tuyển quốc gia được xác định rõ trong điều lệ tư cách FIFA. Các cầu thủ có thể giữ hơn một quốc tịch ngoài FIFA.
| Số | VT | Quốc gia | Cầu thủ             |
| -- | -- | -------- | ------------------- |
| -  | TV | Togo     | Ouedakor Date       |
| -  | TV | Togo     | Ismaila Atte-Oudeyi |

Bản mẫu:Togolese Championnat National